# Raúl Sánchez Bañados
Raúl Sánchez Bañados (Santiago, 4 de enero de 1929 - La Ligua, 11 de marzo de 2013) fue un obrero mecánico, sindicalista y político chileno. Hijo de Juan Sánchez Olmos y Carmela Bañados. Contrajo matrimonio con Elba Villalobos González.

## Biografía
Realizó sus estudios en la Escuela Fiscal de Petorca. Comenzó a trabajar desde los 12 años, en el Mineral Rosario El Bronce, Petorca. Fue dependiente de un almacén en La Calera y como obrero de la construcción en Viña del Mar.
Trabajó en la fábrica de proyectores de películas Llopis e ingresó luego a la Compañía Minera Cerro Negro, siendo despedido por su filiación sindical, al participar en un paro nacional (1956).
Se incorporó en 1959 al Mineral La Patagua, en La Ligua, donde siguió ligado a organizaciones de trabajadores y volvió a ser desvinculado en 1960 por participación en huelgas.

### Actividades políticas
Ingresó a la política militando el Partido Comunista, donde mantuvo sus vínculos con organizaciones sindicales. En 1961 fue Presidente de la Central Única de Trabajadores de la provincia de Aconcagua y colaboró en la campaña senatorial de Salvador Allende.
Fue elegido regidor de La Ligua entre 1963 y 1971, y posteriormente es elegido alcalde de la comuna, cargo que desempeñó entre 1971 y 1973. Trabajó activamente en la expropiación de fundos en la época de la Reforma Agraria.
Electo Diputado por la 5ª agrupación departamental de San Felipe, Petorca, La Ligua y Los Andes (1973-1977). Formó parte de la comisión permanente de Agricultura y Colonización. Sin embargo, el Golpe de Estado del 11 de septiembre de 1973 suspendió el Congreso Nacional, terminando sus funciones parlamentarias.

### Exilio y retorno
Tras el Golpe de Estado, partió al exilio a Austria, emigrando luego a Bulgaria, donde se radicó por 15 años y trabajó como carpintero en una imprenta.
En 1989 retornó al país y recobró su vida pública y política, asesorando a sindicatos de la Federación Minera de Chile, campesinos y de la industria textil.
Electo Concejal de la Municipalidad de La Ligua por tres períodos consecutivos (1992 y 2004). Fue nuevamente elegido Alcalde de la misma ciudad (2004-2008).

## Historial electoral

### Elecciones parlamentarias de 1973
- Elecciones parlamentarias de 1973 para las provincias de Petorca, La Ligua y San Felipe[1]

### Elecciones municipales de 1992
- Elecciones municipales de 1992, para la alcaldía de La Ligua[2]

### Elecciones municipales de 2000
- Elecciones municipales de 2000, para la alcaldía de La Ligua[3]

### Elecciones municipales de 2004
- Elecciones municipales de 2004, para la alcaldía de La Ligua[4]